# Schwarzfeder-Höschenkolibri
Der Schwarzfeder-Höschenkolibri (Eriocnemis derbyi), auch als Schwarzhöschen bezeichnet, ist eine Kolibriart aus der Gattung der Höschenkolibris. Es sind derzeit keine Unterarten bekannt. Die Art gilt daher als monotypisch. Der Bestand wird von der IUCN als „potenziell gefährdet“ (near threatened) eingeschätzt.

## Beschreibung
Der Schwarzfeder-Höschenkolibri erreicht eine Größe von 9,7 Zentimetern. Der Schnabel ist gerade und etwa 20 mm lang. Die Oberseite ist metallisch grün und der Bürzel kupferfarben. Die Unterschwanzdecken sind glitzerndgrün. Der schwarze Schwanz ist spitz und gegabelt. Die Unterseite ist glitzerndgrün. Das Männchen ist durch schwarze Federhöschen an den Beinen charakterisiert. Das Weibchen ist etwas kleiner. Die Unterseite ist weiß mit glitzerndgrünen Flecken. Die Federhöschen bestehen aus weißen und schwarzen Federn.

## Vorkommen und Lebensraum

Verbreitungsgebiet des Schwarzfeder-Höschenkolibris

Der Schwarzfeder-Höschenkolibri kommt in Höhenlagen zwischen 2500 und 3600 m (gewöhnlich aber oberhalb 2900 m) vor. Das heute bekannte Verbreitungsgebiet liegt in den Zentralanden und erstreckt sich von Tolima und Nariño in Kolumbien bis ins nördliche Ecuador. Der Schwarzfeder-Höschenkolibri bewohnt die Grenzen von Feuchtwäldern sowie Buschland, Wiesen und buschartige Schluchten.

## Lebensweise
Der Schwarzfeder-Höschenkolibri ist sehr aktiv. Seine Nahrung besteht aus Blütennektar. Die Brutzeit ist im Februar.

## Gefährdung
Aufgrund der fortschreitenden Zerstörung seines Lebensraumes und des disjunkten Vorkommens ist der Schwarzfeder-Höschenkolibri örtlich schon recht selten geworden. Gegenwärtig wird es von BirdLife International als „potentiell gefährdet“ klassifiziert.

## Etymologie und Forschungsgeschichte

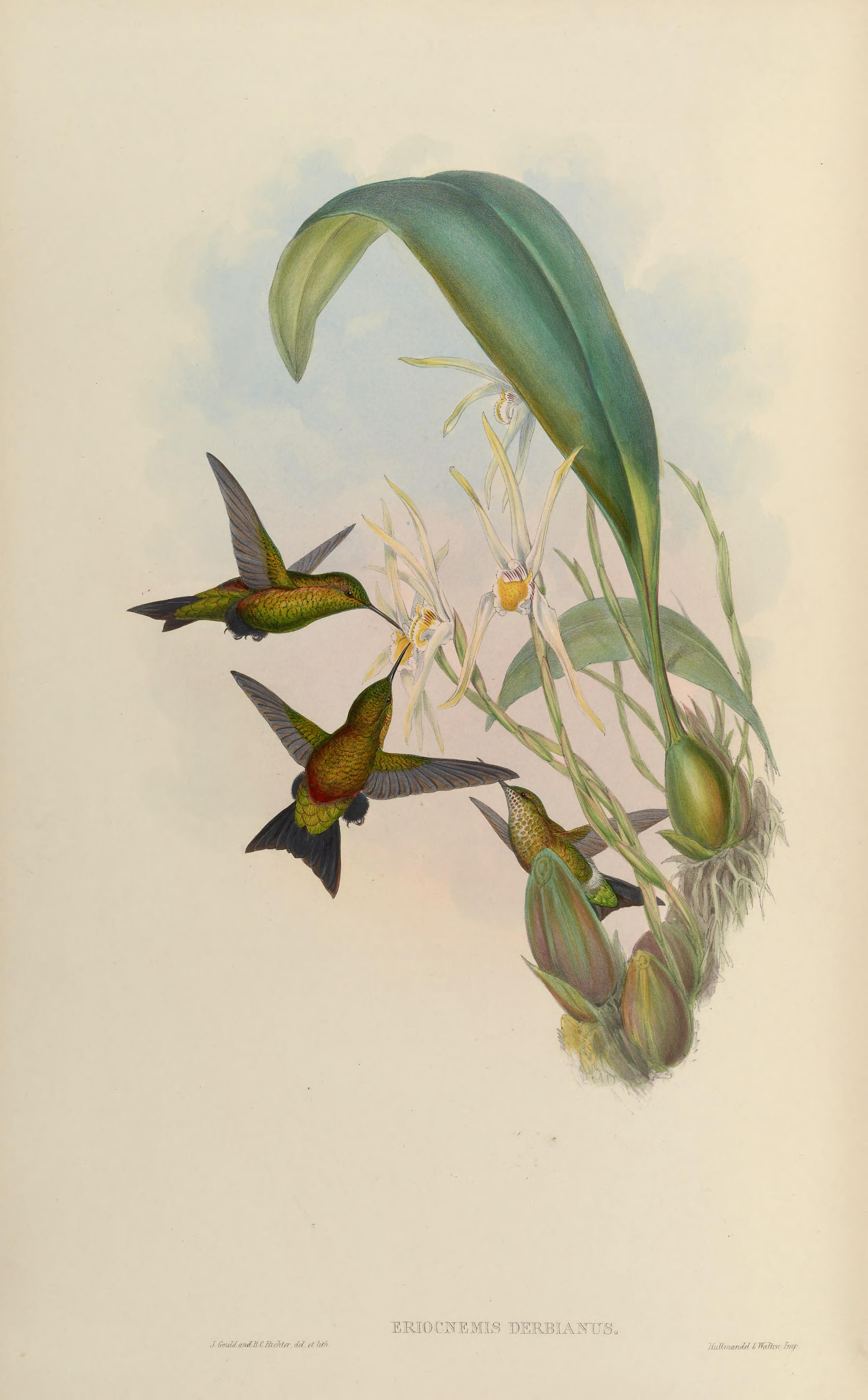
Schwarzfeder-Höschenkolibri (Eriocnemis derbyi) nach John Gould

Der Schwarzfeder-Höschenkolibri wurde erstmals am Puracé nahe Popayán in Kolumbien entdeckt. Adolphe Delattre und Jules Bourcier beschrieben die Art unter dem Namen Trochilus Derbyi. Später wurde sie der Gattung Eriocnemis zugeordnet. Dieser Name leitet sich von den griechischen Wörtern ἔριον érion für „Wolle“ und κνημίς knēmī́s für „Manschette, Beinschiene“ ab. Der Name derbyi ist Edward Smith Stanley, 13. Earl of Derby aus Knowsley gewidmet.